# 목포 해안로 교차로 상가주택
목포 해안로 교차로 상가주택은 대한민국 전라남도 목포시에 있는 일제강점기의 건축물이다. 2018년 8월 6일 대한민국의 국가등록문화재 제718-9호로 지정되었다.

## 개요
근대기 목포의 대표적 번화가이자 중심지였던 구 목포경찰서 앞 교차로에 면해 건축된 가장 상징적 상가 건물로 교차로에 면한 부정형의 다각형 대지에서 대지 형태에 맞춰 부정형의 다각형 평면과 독특한 외관을 구성하였으며, 특히 교차로 모서리에 면한 수직적 벽체를 아치형 창문과 옥탑 장식을 강조한 일본 마찌야(町家) 형식으로 2층 규모의 목조상가주택이다. 주거 기능을 형성한 상업거리의 흔적, 역사성, 장소성을 보여주는 보존상태가 양호한 상가건물이다.

## 같이 보기
- 목포 근대역사문화공간

## 참고 자료
- 목포 해안로 교차로 상가주택 - 국가유산청 국가유산포털